# Elaeocarpus castaneifolius
Elaeocarpus castaneifolius är en tvåhjärtbladig växtart som beskrevs av André Guillaumin. Elaeocarpus castaneifolius ingår i släktet Elaeocarpus och familjen Elaeocarpaceae. Inga underarter finns listade i Catalogue of Life.